# Nabitá zbraň 1
Nabitá zbraň 1 (v anglickém originále National Lampoon's Loaded Weapon 1) je americký akční film z roku 1993. Režisérem filmu je Gene Quintano. Hlavní role ve filmu ztvárnili Emilio Estevez, Samuel L. Jackson, Jon Lovitz, Tim Curry a Kathy Ireland.

## Obsazení
| Emilio Estevez      | Jack Colt        |
| Samuel L. Jackson   | Wes Luger        |
| Jon Lovitz          | Rick Becker      |
| Tim Curry           | Jigsaw           |
| Kathy Ireland       | Destiny Demeanor |
| Frank McRae         | Doyle            |
| William Shatner     | Curtis Mortars   |
| Denis Leary         | Mike McCracken   |
| F. Murray Abraham   | Harold Leacher   |
| Whoopi Goldberg     | Billy York       |
| Bruce Willis        | John McClane     |
| Denise Richards     | Cindy            |
| Christopher Lambert | scéna vystřižena |
| Charlie Sheen       | Gern             |